# Galt MacDermot
Galt MacDermot, właśc. Arthur Terence Galt MacDermot (ur. 18 grudnia 1928 w Montrealu, zm. 17 grudnia 2018 w Staten Island) – kanadyjski kompozytor i pianista. W roku 1960 zdobył nagrodę Grammy za utwór African Waltz. Jego najbardziej znane dzieła to: musical Hair oraz Two Gentlemen of Verona (1971). MacDermot komponował również muzykę filmową, nagrywał albumy muzyki klasycznej, jazzowe i funkowe. Jego muzyka jest wykorzystywana w wielu samplach hip-hopowych.

## Życiorys
Galt MacDermot urodził się w Montrealu jako syn dyplomaty. Ukończył Upper Canada College oraz Bishop's University w Sherbrooke. Studiował również muzykę afrykańską w Cape Town University w Południowej Afryce. Brał prywatne lekcje pianina u Neila Chotema.

### Musical
Kompozytor zdobył swą pierwszą Nagrodę Grammy już w 1960 roku za utwór „African Waltz”. W roku 1964 przeprowadził się do Nowego Jorku, gdzie podjął współpracę z autorami libretta do musicalu Hair (1967). Dzieło odniosło wielki międzynarodowy sukces. Album z muzyką ze spektaklu na Broadwayu zdobył w 1969 nagrodę Grammy w kategorii Best Musical Theater Album. Jego kolejne musicale to:
- Isabel's a Jezebel (1970)
- Who the Murderer Was (1970), z udziałem zespołu Curved Air[6]
- Two Gentlemen of Verona (1971), który zdobył w 1972 nagrodę Tony dla najlepszego musicalu

Jego następne musicale: Dude, Via Galactica (oba 1973) oraz The Human Comedy (z 1984) nie odniosły sukcesu na Broadwayu.

### Film
Artysta napisał ścieżki muzyczne do kilku filmów:
- Cotton Comes to Harlem  z 1970 roku w stylu blaxploitation, z Godfreyem Cambridge’em, Raymondem St. Jacques i Redd Foxxem
- Rhinoceros (z 1974) z Zero Mostelem i Gene Wilderem, w reżyserii Toma O'Horgana (adaptacja sztuki Nosorożec Eugène'a Ionesco)
- adaptacja muzyczna musicalu Hair (1979) w reżyserii Miloša Formana
- Mistress (1992)[4]

### Inne trendy muzyczne
MacDermot współpracował z takimi jazzmanami, jak Bernard Purdie, Jimmy Lewis i Idris Muhammad. W ostatnich latach jego dzieła stały się popularne wśród muzyków hip-hopu, jak: Busta Rhymes, (z użyciem utworu MacDermota Space z płyty ze ścieżką dźwiękową do filmu Woman Is Sweeter) w Woo hah!!, Run DMC (sample z Where Do I Go? – Hair). Handsome Boy Modelling School, DJ Vadim, DJ Premier użyli Coffee Cold z Shapes of Rhythm (1966). W roku 2006, muzyk Oh No nagrał album Exodus into Unheard Rhythms w całości opartą na samplach z muzyki MacDermota.
W roku 1979 Gail MacDermot utworzył grupę New Pulse Band, która do dziś wykonuje jego muzykę, m.in. w broadwayowskim spektaklu Hair z 2012 roku. MacDermot pisał także muzykę baletową, kameralną, liturgiczną, orkiestracje, tło muzyczne dla sztuk teatralnych a nawet operowych.
W roku 2009 został wpisany do Songwriter's Hall of Fame.

## Inne
Reżyser Jeff Lunger nakręcił film dokumentalny o muzyku, dzieło jest w fazie postprodukcji.

## Dzieła sceniczne
- My Fur Lady (1957)
- Hair (1967)
- Isabel's a Jezebel (1970)
- Who the Murderer Was (1970)
- Two Gentlemen of Verona (1971)
- Dude (1973)
- Via Galactica (1973)
- The Human Comedy (1984)
- The Special (1985)
- The Legend of Joan of Arc (1997)
- Sun (1998)
- Blondie (1998)
- The Corporation (1999)

## Wybrana dyskografia
- Art Gallery Jazz (1956)
- The English Experience (1961)
- Shapes of Rhythm (1966)
- Haircuts (1969)
- Woman is Sweeter (1969)
- New Pulse Band (1979)
- Purdie as a Picture (1994)
- Up from the Basement Volumes 1 & 2 (2000)[11]